# ANTU
ANTU (α-naftylthiomočovina, též (1-naftyl)thiomočovina nebo Dirax, systematický název 1-(1-naftyl)-2-thiokarbonyldiamid) je vysoce toxická organická sloučenina používaná jako rodenticid. Způsobuje edém plic a má relativně selektivní toxicitu pro potkany. Za běžných podmínek se jedná o bílý krystalický prášek bez zápachu. Technický produkt je modrošedý.

## Výroba
Podobně jako ostatní thiomočovinové deriváty lze i ANTU vyrobit několika způsoby. Běžně se používá reakce 1-naftylaminu s thiokyanátem amonným:
[C10H7NH3]Cl + NH4SCN → C10H7NHC(S)NH2 + NH3 + HCl
Toto látku lze také získat z 1-naftylisothiokyanátu a amoniaku:
C10H7NCS + NH3 → C10H7NHC(S)NH2

## Bezpečnost
Alfa-naftylthiomočovina je toxická při vdechnutí, požití nebo kontaktu s kůží, ačkoli otrava můlže nastat se zpožděním. Koncentrace kolem 100 mg/m3 může být život ohrožující, smrtelná dávka pro člověka je kolem 4 g/kg